# Zygoceropsis
Zygoceropsis is een kevergeslacht uit de familie van de boktorren (Cerambycidae). De wetenschappelijke naam van het geslacht werd voor het eerst geldig gepubliceerd in 1960 door Breuning.

## Soorten
Zygoceropsis omvat de volgende soorten:
- Zygoceropsis spinipennis Breuning, 1960
- Zygoceropsis tasmaniensis Breuning, 1982